# 734年
| 千纪： | 1千纪                                                                                           |
| 世纪： | 7世纪 \| 8世纪 \| 9世纪                                                                         |
| 年代： | 700年代 \| 710年代 \| 720年代 \| 730年代 \| 740年代 \| 750年代 \| 760年代                       |
| 年份： | 729年 \| 730年 \| 731年 \| 732年 \| 733年 \| 734年 \| 735年 \| 736年 \| 737年 \| 738年 \| 739年 |
| 纪年： | 甲戌年（狗年）；唐（新罗）开元二十二年；日本天平六年；渤海国仁安十五年                          |

## 大事记
- 李林甫開始擔任唐朝宰相直到752年。
- 幽州長史兼禦史中丞張守珪派遣管記王悔和契丹衙官李過折聯絡，李過折夜斬可突于、屈烈數十人，歸降唐朝。
- 毗伽可汗為權臣梅錄啜毒殺，在毒發之前成功復仇殺死梅錄啜，其子伊然可汗繼位。然而，伊然可汗不久就去世了，弟登利可汗繼位。

## 逝世
- 毗伽可汗，后突厥汗國大汗，汗國創立者骨咄祿之子。
- 伊然可汗，后突厥汗國大汗，毗伽可汗之子。
- 可突于，契丹將領。